# Pečlivý člověk
Pečlivý člověk (v anglickém originále A Careful Man) je jedna z deseti krátkých povídek z knihy anglického spisovatele Fredericka Forsytha Žádné stopy (v originále No Comebacks).
Tento příběh vypráví o úspěšném obchodníkovi s mincemi z londýnské City Timothy Hansonovi, který se od svého osobního lékaře v dubnu nejmenovaného roku dozví o nevyléčitelném stadiu rakoviny, kterým trpí. Rozhodne se tedy učinit poslední pořízení, které svěří do úschovy svému osobnímu příteli a advokátovi Martinu Poundovi. Na podzim téhož roku zemře a jeho právník Pound obešle Hansonovy dědice, kterými je jeho sestra, její manžel a syn. Po přečtení závěti je zjištěno, že zdědili veškerý jeho majetek, ale pod podmínkou, že bude pohřben v moři. Je tedy učiněno, jak Hanson ve své závěti žádal a rodina jeho sestry čeká na dědictví.
Právník Pound však zjistí, že Hanson ještě před smrtí zpeněžil veškerý svůj majetek a peníze jsou neznámo kde. Najatý detektiv zjistí, že Hanson za ně koupil 250 ingotů ryzí platiny a podle jeho názoru byla právě rakev, ve které se nechal pohřbít, udělána z oné platiny.
Jenže ke konci příběhu se čtenář dozví, že to byl pouze trik, jak se Hanson vyhnul daňovému úřadu a nenasytné sestře, když nákup platiny použil jako převodní kanál pro zakrytí svého majetku, který skrz tyto peníze věnoval jako dar sirotčinci a k závěru je zmíněno, že Hansonovo sídlo v Kentu pravděpodobně koupil obdarovaný sirotčinec.